# Kamptobaatar kuzcynskii
Kamptobaatar és un gènere de mamífers prehistòrics del Cretaci superior mongol. Visqué al mateix temps que els últims dinosaures i es tractava d'un multituberculat del subordre Cimolodonta.
Kielan-Jaworowska va definir el gènere Kamptobaatar ("heroi corbat") l'any 1970 basant-se en una única espècie. "Corbat" es refereix a la curvatura dels arcs zigomàtics del crani.
S'han trobat fòssils de l'espècie Kamptobaatar kuzcynskii al jaciment del Cretaci superior de la Formació de Djadokhta de Mongòlia. El crani tenia una longitud d'uns dos centímetres i l'animal sencer en feia uns deu.